# يكة رخوة
يكة رخوة (الاسم العلمي:Yucca flaccida) هي نوع من النباتات تتبع جنس اليكة من الفصيلة الهليونية.